# Оломоуцька Військова медаль

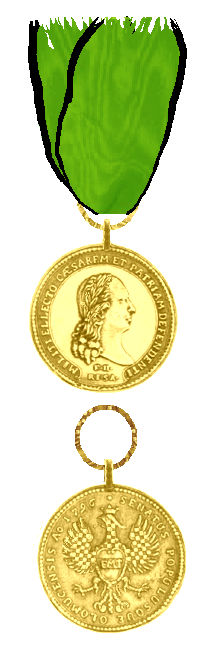
Емблема Ордену Вузла

Оломоуцька Військова медаль (нім. Olmütz Militärmedaille ) — військова нагорода за заслуги перед Австрійською імперією для Оломоуцьких добровольців.

## Історія
Заснована 12 серпня 1796 року імператором Францом II, за ініціативи ради Моравського міста Оломоуц для міщан, які зформували Оломоуцький добровольчий військовий корпус, який, як складова частина австрійського кавалерійського полку, брав участь у війни проти Наполеонівської Франції в Італії.
Медаль вручалась тим, хто відгукнувся на заклик імперської армії добровільно допомогти проти військ Наполеона Бонапарта в Італії. 
Медаль носили на стрічці, що вдівалась через петлицю.